# Río Negro (département)
Pour les articles homonymes, voir Río Negro.
Le département de Río Negro est situé dans l'ouest de l'Uruguay.

## Géographie
À l'ouest du département, se trouve l'Argentine et entre les deux, le fleuve Uruguay. Au nord, le Paysandú le délimite, il y a à l'est le Tacuarembó, au sud est, il y a le Durazno et le Soriano qui délimite le département sur le reste des frontières sud. La limite avec ces deux derniers départements est marquée par le cours du Río Negro qui se jette dans l'Uruguay.
Il y a deux chaînes de collines dans le département, la plus importante est la Cuchilla de Haedo qui descend du nord est pour se terminer sur le fleuve Uruguay. La seconde est celle de Navarro qui s'étend dans le sud est du pays, le long de la frontière avec le Durazno.
Avec le fleuve Uruguay à l'ouest et le río Negro au sud, le département possède de nombreux cours d'eau affluents dont le plus long est l'arroyo el Grande.

## Histoire
Le département a été créé en 1868 à partir du territoire du Paysandú.

## Population

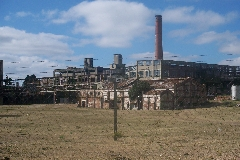
Ancienne usine à Fray Bentos.

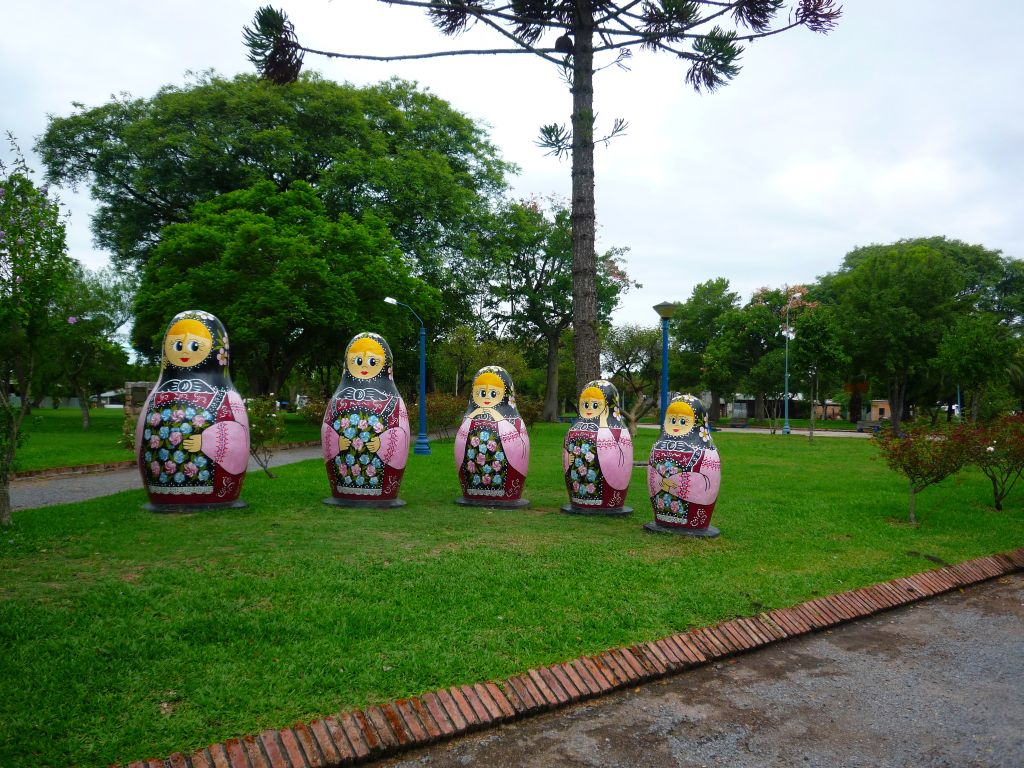
La ville de San Javier.

### Villes les plus peuplées
Selon le recensement de 2004,.
| Ville                  | Population |
| ---------------------- | ---------- |
| Fray Bentos (capitale) | 22 577     |
| Young                  | 14 521     |
| Nuevo Berlín           | 2 240      |
| San Javier             | 1 358      |

### Autres villes
| Ville                | Population |
| -------------------- | ---------- |
| Barrio Anglo         | 818        |
| Algorta              | 804        |
| Grecco               | 726        |
| Paso de los Mellizos | 317        |
| Villa General Borges | 316        |
| Sarandí de Navarro   | 269        |
| Bellaco              | 243        |
| Los Arrayanes        | 221        |
| Villa María          | 199        |
| Menafra              | 126        |
| Tres Quintas         | 100        |
| Las Cañas            | 80         |
| Gartental            | –          |

## Économie
L'agriculture a beaucoup d'importance dans la région occidentale. Les principales cultures sont le lin, le tournesol, le maïs, les vignes, et les plantes fourragères. En termes d'élevage, le Río Negro possède dans l'est de nombreux pâturages et cela produit une bonne partie de son PIB. En matière industrielle il existe celles viticoles ou celles pour la production de lait. Il faut aussi noter qu'il possède un port assez actif, celui de Fray Bentos.
Le département se tourne aussi de plus en plus vers le tourisme, avec ses stations thermales de la région de Las Cañas.